# Cole Sprouse
Cole Mitchell Sprouse (Arezzo, 4 agosto 1992) è un attore statunitense.
È il fratello gemello di Dylan Sprouse ed è diventato famoso per il suo ruolo di Cody Martin nelle serie Zack e Cody al Grand Hotel e il suo sequel Zack e Cody sul ponte di comando, trasmesse da Disney Channel.
Nel 2017, Sprouse ha iniziato a recitare nel ruolo di Jughead Jones nella serie televisiva Riverdale.

## Biografia
Cole Sprouse è nato ad Arezzo, in Italia, dai genitori statunitensi Matthew Sprouse e Melanie Wright, mentre insegnavano in una scuola di lingua inglese in Toscana. Cole è nato 15 minuti dopo il fratello gemello maggiore Dylan. Cole prende il nome dal cantante e pianista jazz, Nat King Cole. Quattro mesi dopo la sua nascita, la famiglia tornò a Long Beach, in California, di cui sono originari i genitori.

## Carriera

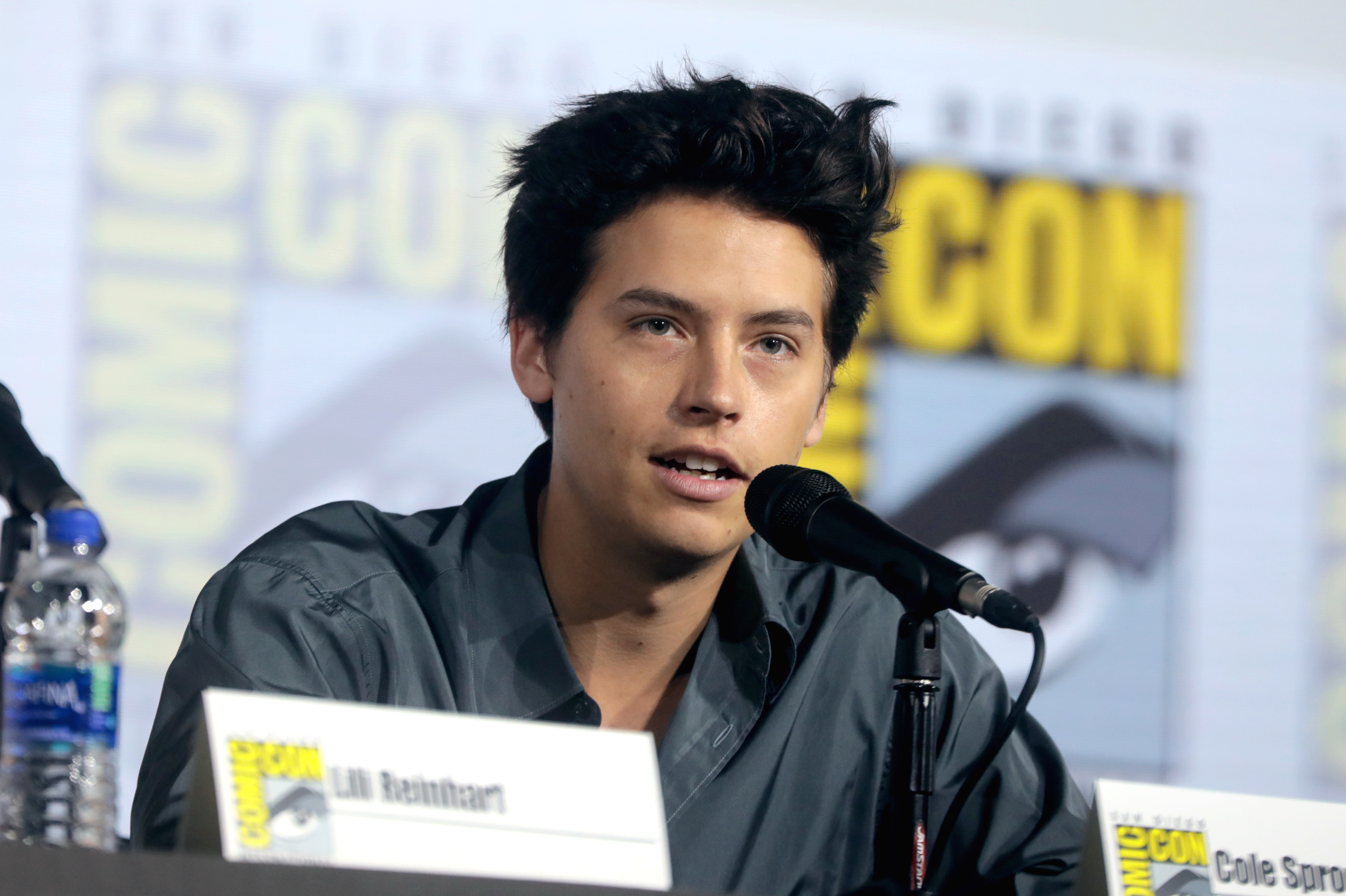
Cole Sprouse al Comic Con di San Diego nel 2019

Cole ha iniziato a recitare all'età di otto anni su suggerimento della nonna Jonine Booth Wright, che era insegnante di teatro e attrice. Gran parte della prima carriera di Sprouse fu condivisa con suo fratello: alcuni dei loro primi ruoli erano ruoli condivisi, in spot pubblicitari (la prima comparsa di Cole è stata in una pubblicità di pannolini insieme al gemello Dylan), programmi televisivi e film. A causa delle leggi sul lavoro minorile in California che limitano la quantità di tempo in cui i bambini possono essere girati in un giorno, il cast di gemelli in un singolo ruolo consente più tempo per il film di un personaggio.
Alcuni ruoli importanti che ha condiviso con suo fratello includono i personaggi di Patrick Kelly nella sitcom Grace Under Fire dal 1993 al 1998, Julian nel film del 1999, Big Daddy e il giovane Pistachio Disguisey in The Master of Disguise del 2002.
Nel 2001, Cole ha iniziato ad apparire in episodi della sitcom televisiva della NBC Friends, nel ruolo del figlio di Ross Geller, Ben; questo ruolo è stato il suo primo ruolo in cui non è apparso con suo fratello. Man mano che lui e suo fratello crescevano, iniziarono ad assumere più ruoli come personaggi separati ma spesso lavoravano ancora agli stessi progetti. Il loro primo ruolo come personaggi separati nella stessa produzione è stato quello di bambini in uno schizzo MADtv. Sprouse ha interpretato Cody Martin nella serie originale Disney Channel 2005, Zack e Cody al Grand Hotel al fianco di suo fratello; ha ripreso il ruolo nello sequel dello show del 2008, Zack e Cody sul ponte di comando e nel film correlato.
Il 9 febbraio 2016, Sprouse è stato scelto per il ruolo di Jughead Jones nella serie drammatica della CW, Riverdale, basata sui personaggi degli Archie Comics. La serie è stata presentata in anteprima il 26 gennaio 2017.
Nel 2019, Sprouse ha recitato nel film A un metro da te, un dramma-romantico riguardante la fibrosi cistica, in cui interpreta un paziente con fibrosi cistica che si innamora di una ragazza (interpretata da Haley Lu Richardson) con la stessa malattia. Era il suo secondo ruolo da protagonista, 20 anni dopo il suo primo film, Big Daddy.
Cole ha prodotto e recitato nel podcast di otto episodi Borrasca, che é debuttato nel 2020.
Nel 2021, è stato ingaggiato per interpretare il protagonista nel film romantico, Moonshot al fianco dell'attrice Lana Condor.

## Vita privata
Sprouse è un fan dei fumetti e ha lavorato nel negozio Meltdown a Los Angeles.
Ha iniziato a frequentare la New York University nel 2011, dopo un rinvio di un anno. Inizialmente interessato allo studio della produzione cinematografica e televisiva, decise di iscriversi invece alla Gallatin School of Individualized Study, perseguendo le discipline umanistiche e in particolare l'archeologia. Si è laureato a fianco di suo fratello nel maggio 2015. Sprouse ha lavorato brevemente nel campo dell'archeologia, partecipando a scavi e svolgendo lavori di laboratorio. Si è specializzato in sistemi di informazione geografica e imaging satellitare. Durante i suoi studi ha eseguito scavi estivi sia in Europa, sia in Asia. Tra i suoi studi universitari, ha scoperto una maschera di Dioniso durante uno scavo in Bulgaria.
Sprouse ha un gran interesse per la fotografia. Nel 2011 ha lanciato un sito Web di fotografia personale e ha preso lezioni alla NYU. Ha ricevuto incarichi per importanti pubblicazioni di moda tra cui Teen Vogue, Vogue, The Sunday Times Style, W Magazine e per Gianni Versace (azienda).
Il 31 maggio 2020 è stato arrestato dopo aver preso parte a delle proteste a Los Angeles, in seguito alla morte di George Floyd, per poi essere rilasciato subito dopo.
Dal 2017 al 2020 è stato fidanzato con Lili Reinhart conosciuta sul set di Riverdale, la quale interpreta nella serie Betty Cooper. Dal 2021 ha una relazione con la modella Ari Fournier.

## Filmografia

### Cinema
- Big Daddy - Un papà speciale (Big Daddy), regia di Dennis Dugan (1999)
- The Astronaut's Wife - La moglie dell'astronauta (The Astronaut's Wife), regia di Rand Ravich (1999)
- Diario di un'ossessione intima (Diary of a Sex Addict), regia di Joseph Brutsman (2001)
- I Saw Mommy Kissing Santa Claus (film), regia di John Shepphird (2001)
- Otto notti di follie (Eight Crazy Nights), regia di Seth Kearsley (2002) - voce
- Il maestro cambiafaccia (The Master of Disguise), regia di Perry Andeline Blake (2002)
- I gemelli del goal (Just for Kicks), regia di Sydney J. Bartholomew Jr. (2003)
- Ingannevole è il cuore più di ogni cosa (The Heart Is Deceitful Above All Things), regia di Asia Argento (2004)
- Holidaze: The Christmas That Almost Didn't Happen, regia di David H. Brooks (2006)
- Il principe e il povero (A Modern Twain Story: The Prince and the Pauper), regia di James Quattrochi (2007)
- Adventures in Appletown, regia di Robert Moresco (2009)
- Kung Fu Magoo, regia di Andrés Couturier (2010) - voce
- A un metro da te (Five Feet Apart), regia di Justin Baldoni (2019)
- Sognando Marte (Moonshot), regia di Christopher Winterbauer (2022)
- Lisa Frankenstein, regia di Zelda Williams (2024)

### Televisione
- Grace Under Fire - serie TV, 107 episodi (1993-1999)
- MADtv (MadTV) - serie TV, episodi 3x22, 4x01 (1998)
- Friends - serie TV, 7 episodi (2000-2002)
- That '70s Show - serie TV, episodio 4x02 (2001)
- The Nightmare Room - serie TV, episodio 1x02 (2001)
- Zack e Cody al Grand Hotel (The Suite Life of Zack & Cody) - serie TV, 87 episodi (2005-2008)
- A scuola con l'imperatore (The Emperor's New School) - serie TV, episodio 1x13 (2006) - voce
- Raven (That's So Raven) - serie TV, episodio 4x11 (2006)
- La vita secondo Jim (According to Jim) - serie TV, episodio 7x13 (2008)
- Zack e Cody sul ponte di comando (The Suite Life on Deck) - serie TV, 71 episodi (2008-2011)
- Hannah Montana - serie TV, episodio 3x20 (2009)
- I maghi di Waverly (Wizards of Waverly Place) - serie TV, episodio 2x25 (2009)
- I'm in the Band - serie TV, episodio 1x22 (2010)
- Zack & Cody - Il film (The Suite Life Movie), regia di Sean McNamara - film TV (2011)
- So Random! - serie TV, episodio 1×21 (2012)
- Riverdale - serie TV, 136 episodi (2017-2023)

## Discografia
- "A Dream Is a Wish Your Heart Makes", Disneymania 4, 2005
- "A Dream Is a Wish Your Heart Makes", Princess Disneymania, 2008

## Doppiatori italiani
Nelle versioni in italiano delle opere in cui ha recitato, Cole Sprouse è stato doppiato da:
- Manuel Meli in Zack e Cody al Grand Hotel, Zack e Cody sul ponte di comando, Zack e Cody - il film, A un metro da te, Il principe e il povero
- Erica Necci in Big Daddy - un papà speciale
- Alessandro Mottini in Ingannevole è il cuore più di ogni cosa
- Jacopo Bonanni ne I gemelli del goal
- Federico Campaiola in Sognando Marte
- Mirko Cannella in Riverdale